# Neopheosia fasciata
Neopheosia fasciata är en fjärilsart som beskrevs av Moore 1888. Neopheosia fasciata ingår i släktet Neopheosia och familjen tandspinnare. Inga underarter finns listade i Catalogue of Life.